# Mitzoruga insularis
Mitzoruga insularis is een spinnensoort in de taxonomische indeling van de spoorspinnen (Miturgidae).
Het dier behoort tot het geslacht Mitzoruga. De wetenschappelijke naam van de soort werd voor het eerst geldig gepubliceerd in 2009 door Raven.